# Піменов Михайло Олександрович
Михайло Олександрович Піменов (1914, тепер Російська Федерація — ?, місто Москва) — радянський діяч, 2-й секретар ЦК КП Туркменії. Член Бюро ЦК КП Туркменії в 1960—1963 роках. Кандидат у члени ЦК КПРС у 1961—1966 роках. Депутат Верховної Ради Туркменської РСР 5-го скликання. Депутат Верховної Ради СРСР 6-го скликання.

## Життєпис
Народився в родині робітника.
У 1929—1938 роках — лісоруб, десятник, технік-нормувальник, технічний керівник, начальник механізованого лісопункту.
У 1938—1940 роках — технік-нормувальник, старший технік-нормувальник шахти.
Член ВКП(б) з 1940 року.
З 1940 року — на радянській, партійній роботі.
На 1947 рік — 1-й секретарь Бодайбинського районного комітету ВКП(б) Іркутської області.
У 1952 році закінчив Вищу партійну школу при ЦК ВКП(б).
У 1952—1960 роках — інструктор відділу партійних, профспілкових і комсомольських органів ЦК КПРС, завідувач сектора України і Молдавії відділу партійних органів ЦК КПРС по союзних республіках.
13 червня 1960 — 25 березня 1963 року — 2-й секретар ЦК КП Туркменії.
У 1963—1965 роках — начальник відділу кадрів Державного комітету із харчової промисловості при Державному плановому комітеті Ради міністрів СРСР.
У 1965—1969 роках — головний інспектор Комітету народного контролю СРСР, завідувач відділу лісової, целюлозно-паперової і деревообробної промисловості Комітету народного контролю СРСР.
Потім — персональний пенсіонер у місті Москві.

## Нагороди і звання
- ордени
- медалі